# Айєша Рубіна
Айєша Рубіна (урду عائشہ روبینہ, англ. Ayesha Rubina; нар. 1969, Хайдерабад) — індійська мусульманська педагогиня, соціальна працівниця та громадська діячка. Кооптована член муніципальної корпорації Великого Хайдерабаду (G.H.M.C.). Займається організацією міської інфраструктури та спеціальної освіти для людей з інвалідністю та жіночої освіти.

## Біографія
Айєша Рубіна народилася в Хайдерабаді в 1969 році. Початкову і середню освіту здобула у вищій дівочій школі Пресвятої Богородиці. Навчалася в університеті Османія. Має ступінь магістра в галузі соціальної роботи та диплом аспіранта в галузі дошкільної освіти та навчання. Нагороджена золотою медаллю університету Османія і ступенем магістра англійської мови.
Айєша Рубіна є професійною соціальною працівницею. В знак визнання її заслуг в галузі освіти та соціальної роботи, вона, як корпоративнп член, була введена до складу Муніципальної корпорації Великого Хайдерабаду. Нею був розроблений і запропонований перший план з розвитку міської інфраструктури з урахуванням потреб інвалідів. Ініціювала професійну підготовку понад 8000 молодих людей.
Брала участь у створенні 10 шкіл для бідняків, які обслуговують освітні потреби понад 4500 дітей. Незважаючи на широку громадську діяльність, Айєша Рубіна продовжила викладати в школі для дітей з інвалідністю.
«Індійський час» вісім разів надавав їй звання «Індійського лідера». Вона була учасницею Міжнародної програми лідерства для відвідувачів (I.V.L.P.), заснованої держдепартаментом США. Як член Консультативного комітету співпрацювала з Центром соціальних наук - мережею приватних осіб і організацій, що займаються наданням допомоги через освіту і соціальні послуги.
Айєша Рубіна є засновницею «Зеленої спеціальної школи», в якій надається безкоштовна освіта дітям зінвалідністю. Тут також пропонуються медичні способи лікування і реалізуються проєкти з реабілітації та соціалізації таких дітей. Зелена спеціальна школа знаходиться у веденні Товариства освіти, яке також засноване Рубіною.
Активно працює в галузі освіти для дівчаток. Вважає, що положення економічно незалежних жінок в Індії стало ще більш складним в даний час. Критикує сучасне суспільство споживання, що примушує жінку, крім офіційної роботи «ефективно» справлятися і з хатньою роботою. Нею також була реалізована програма по створенню електронних бібліотек в Хайдерабаді.
Айєша Рубіна грає важливу роль в політичному житті Хайдерабаду. У квітні 2014 року, за даними Всеіндійської ради союзу мусульман (A.I.M.I.M.), вона очолила роботу зі створення жіночого крила цієї партії.